# The Kitchen (film, 2012)
Pour les articles homonymes, voir Kitchen, The Kitchen et The Kitchen (film, 1961).
Pour plus de détails, voir Fiche technique et Distribution.
The Kitchen est un film américain, sorti en 2012.

## Fiche technique
- Titre : The Kitchen
- Réalisation : Ishai Setton
- Scénario : Jim Beggarly
- Pays d'origine : États-Unis
- Genre : comédie dramatique
- Date de sortie : 2012

## Distribution
- Laura Prepon : Jennifer
- Bryan Greenberg : Paul
- Dreama Walker : Penny
- Matt Bush : Stan
- Tate Ellington : Kenny
- Amber Stevens West : Amanda
- Catherine Reitman : Pam
- Brittany Renee Finamore : Julia
- Katherine Adams : Patty
- Katie Wallack : Becky